# コンコーディア大学 (ミネソタ州ムーアヘッド)
コンコーディア大学（コンコーディアだいがく、Concordia College）は、アメリカ合衆国ミネソタ州ムーアヘッドにあるルーテル教会（福音ルーテル教会）系私立リベラル・アーツ・カレッジ。1891年にノルウェー系入植者が創立した。同学は高等教育委員会（HLC、旧北中部大学学校協会/NCA）により認定を受けている。同学は学部でのリベラル・アーツ教育を中心としているが、教育学および栄養学の修士の学位も授与している。
コンコーディア大学は創立以来、その教育課程にキリスト教およびグローバル公民権の思想を織り込んできた。同学の学生は全員、コミュニケーション、保健、宗教、および文化を含む、コア・カリキュラムと呼ばれる科目群を履修することが必須となっている。加えて、キャンパス外にも、同学の外国語イマージョン教育施設である15言語の「言語村」が、ミネソタ州北西部の5ヶ所に設けられている。課外活動としては、同学は男子10種目、女子10種目のスポーツチームを有するほか、コンコーディア合唱団をはじめ、コンコーディア・バンドやコンコーディア・オーケストラなど、19の音楽団体を運営している。

## 沿革
コンコーディア大学は1891年10月31日、ノルウェーからレッド・リバー・バレーのこの地に入植したばかりの、牧師および信徒12人が創立した。その用地としては、1887年に廃校になった、聖公会のウィップル司教学校の跡地が充てられた。初代学長にはセントオラフ大学の英語学教授I・F・グローズが就任した。そして、同学は男女共学の英文学、自然科学、数学、ピアノ、オルガンの各専攻教育を提供し始めた。同学は教授3人、学生12人で開学した。
翌1892年、ノルウェー系の牧師ラスマス・ボグスタッドは、募金を募り、キャンパス内にアカデミー・ホールという男子学生寮を建てた。そのさらに翌年、1893年、グローズは学長の職を辞し、経営学教授ハンス・アーカーが2代目学長に就任した。アーカーはその後1900年にムーアヘッド市長に就任し、その翌々年、1902年に学長の職を辞した。アーカーの後任として3代目学長に就任したボグスタッドは、リベラル・アーツ教育がその後同学の伝統となっていく礎を築いた。ボグスタッドの在任中、コンコーディアには後世に「オールド・メイン」と呼ばれることになるものをはじめとする、様々な校舎が新築された。
ボグスタッドが1910年に辞職すると、4代目学長にヘンリー・O・シャーソン牧師が就任したが、翌1911年にワシントン州スポケーンのスポケーン大学（1929年にパシフィック・ルーサラン大学に統合）の学長に就任し、シャーソンの後任にはヨハン・A・アースガード牧師が就任した。アースガードの在任中、コンコーディア大学は近隣のパークリージョン大学およびブルーフラット・アカデミーを合併し、2年制から4年制に移行し、学位を授与するリベラル・アーツ・カレッジとしての認定も受け、1917年に同学から学位を授与された最初の卒業生を送り出した。また、現在グローズ・ホール（初代学長グローズの名を冠している）となっている、新しい図書館も建てられた。アースガードは学長のほか、アメリカ赤十字社のクレイ郡支部長、およびムーアヘッド図書館理事会長も務めた。その後、アースガードはセントオラフ大学やノルウェーのオスロ大学等からも、名誉博士の称号を受けた。
1925年、アースガードの後任、6代目学長にジョン・N・ブラウン牧師が選出され、就任した。ブラウンは同学史上最長（2019年時点）となる26年間にわたって学長を務めた。ブラウン就任の翌々年、1927年には、コンコーディア大学は北中部大学学校協会（NCA、現高等教育委員会/HLC）の認定を受けた。ブラウンの在任中、1936年にはフィエルスタッド・ホールという女子寮が、1947年には後にブラウン・ホールと呼ばれることになる男子寮がそれぞれ建てられた。1951年に退任した後、ブラウンはノルウェー国王ホーコン7世より聖オーラヴ勲章を受勲した。
ブラウンの後任にはジョセフ・L・ナットソン牧師が全会一致で選出され、就任した。ナットソン在任中の24年間で、コンコーディア大学の財政力は豊かになり、学生数は890人から2,500人へとほぼ3倍増し、記念講堂、カール・B・イルビセーカー図書館、学生寮5棟、校舎3棟、フットボールスタジアム、学生センターなどキャンパス内の建物や、ベミジー近郊のノルウェー言語村など、18棟の施設が新築された。ナットソンは在任中の1962年にノルウェー政府より聖オーラヴ勲章を受勲した。
1975年にナットソンの後任として就任したポール・J・ドーバーは、コンコーディア大学史上初めて、同学の卒業生から学長に就任した人物であった。ドーバーは同学の教育課程を改革し、そこにルーテル教会の使命を織り込んだ。1999年にドーバーが退任すると、その後任にはトーマス・W・トムセン牧師が就いた。2004年にトムセンの後任、10代目学長に就任したパメラ・M・ジョリクールは、同学史上初の女性学長であった。ジョリクールは在任中、同学のグローバル教育を推し進めた。ジョリクールが2010年に死去すると、その翌年、2011年からは、ウィリアム・J・クラフトが同学の11代目となる学長に就いている。

## 施設

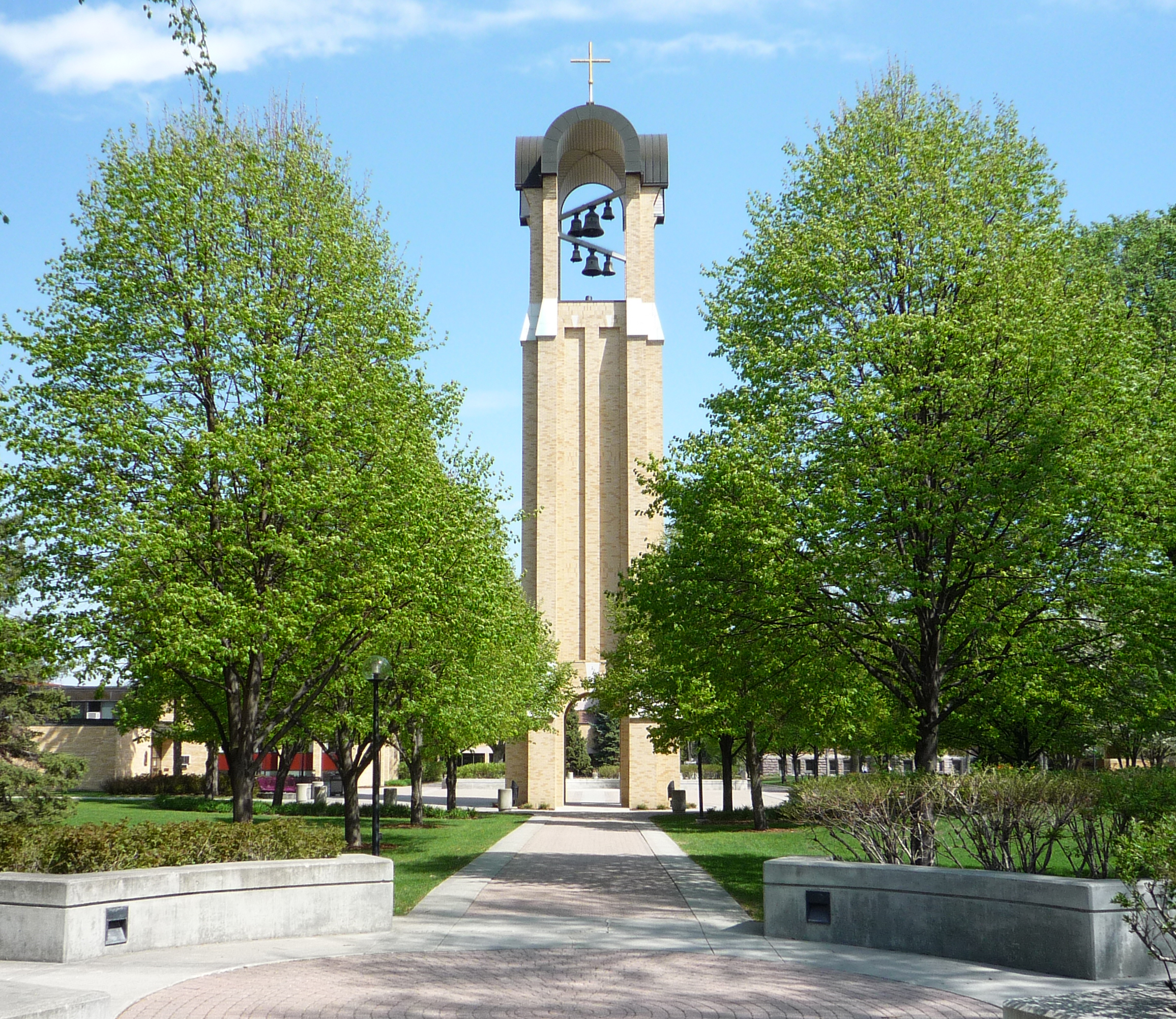
ドーバー・カンパニルと呼ばれる鐘楼は、キャンパスのランドマークになっている

コンコーディア大学のキャンパスは市中心部の南約1km、8thストリート（国道75号線）沿いに広がっている。オールド・メインをはじめとする校舎群や、カール・B・イルビセーカー図書館など、同学の主要な建物のほとんどは、西は5thストリート、東は8thストリート、北は7thアベニュー・サウス、南は12thアベニュー・サウスに囲まれた区画の中に立地している。8thストリートと12thアベニュー・サウスの北東角には同学のウェルカム・センターが立地する。また、8thストリートと12thアベニュー・サウスの南東側に広がる敷地には、ジェイク・クリスチャンセン・スタジアムをはじめ、テニスコートやサッカー場、野球場などのスポーツ施設が集中している。キャンパス外の施設としては、同学の外国語イマージョン教育施設である「言語村」（後述）が、ベミジーをはじめミネソタ州北西部の5ヶ所に設けられている。

## 学術と教育
コンコーディア大学は高等教育委員会（HLC、旧北中部大学学校協会/NCA）により認定を受けている。同学は約2,100人の学生を抱え、学生対教授の人数比は12:1で、半数以上の講義は20人以下の学生数で行われている。同学は50以上の専攻プログラム、および12の専門職大学院準備プログラムを有している。加えて、同学の大学院においては、教育学（外国語教授法）および栄養学の修士の学位も授与している。USニューズ&ワールド・レポートの大学ランキングでは、同学は全米のリベラル・アーツ・カレッジの中で130位前後という評価を受けている。
コンコーディア大学はルーテル教会の知的伝統に根差したグローバルなリベラル・アーツ教育をその使命としている。そして、同学入学から卒業まで、学業にとどまらず、学生生活の全てにおいて、同学はBecoming Responsibly Engaged in the World（「責任を持って世界に参画する者となれ」、その頭文字を取ってBREW）をその教育の核となるテーマとしている。そのBREWを体現するものの1つとして、同学は全学生に対し、コア・カリキュラムと呼ばれる下記の科目群の履修を必須としている。
- 1年次科目（First-Year Experience）
  - 批判的質問（Critical Inquiry）
  - 筆記コミュニケーション（Written Communication）
  - 口頭コミュニケーション（Oral Communication）
  - 保健総論（Holistic Health）
- 宗教（Religion）
  - 宗教I - 1科目、1年次中もしくは2年次前期での履修を推奨
  - 宗教II - 1科目、3-4年次生向け
- 探究（Exploration）
  - 自然科学・数学（Natural Science and Mathematics） - 2科目（自然科学1科目・数学1科目）
  - 社会科学（Social Sciences） - 2科目（異なる2分野から各1科目）
  - 芸術・人文科学（Arts and Humanities） - 2科目（芸術1科目・人文科学1科目）
  - 外国語（World Languages） - 現代言語（中国語・フランス語・ドイツ語・イタリア語・スペイン語）もしくは古典（ギリシア語・ラテン語・聖書ヘブライ語）から1科目
- 視点（Perspective）
  - アメリカ合衆国の文化の多様性（U.S. Cultural Diversity） - 1科目
  - 国際的・地球的視点（International and Global Perspectives） - 1科目

このほか、コンコーディア大学は夏季ないし冬季休暇中の短期のものから、セメスターもしくは年間の長期のものまで、様々な留学制度を提供している。日本にも、USAC（University Studies Abroad Consortium、大学留学コンソーシアム）を通じて広島大学、および長崎外国語大学に学生を派遣している。
また、コンコーディア大学は、同じくムーアヘッドにキャンパスを置くミネソタ州立大学ムーアヘッド校、北のレッド川対岸のノースダコタ州ファーゴにキャンパスを置くノースダコタ州立大学、およびファーゴ・ムーアヘッド両市のコミュニティ・カレッジと共に、トライ・カレッジ・ユニバーシティ（Tri-College University、TCU）と呼ばれる単位互換協定を結んでいる。

### 言語村
コンコーディア大学のイマージョン教育施設である15言語の「言語村」は、ベミジーを中心に、ミネソタ州北西部5ヶ所に置かれている。これらの「言語村」では、夏季キャンプ等の形で一般の児童・生徒向けの生きた異言語・異文化体験を通じたイマージョン教育を行っている。また、メイン会場であるベミジーでは、外国語教員向けのイマージョン教授法講義を提供している。
設けられている15言語の「言語村」とその場所は、下表の通りである。
| 言語           | 場所           | 備考 |
| -------------- | -------------- | --- |
| アラビア語     | ベミジー       | メイン会場。ベミジーの市街地から北東、タートル・リバー湖畔に立地する。 |
| デンマーク語   | ベミジー       | メイン会場。ベミジーの市街地から北東、タートル・リバー湖畔に立地する。 |
| フィンランド語 | ベミジー       | メイン会場。ベミジーの市街地から北東、タートル・リバー湖畔に立地する。 |
| フランス語     | ベミジー       | メイン会場。ベミジーの市街地から北東、タートル・リバー湖畔に立地する。 |
| ドイツ語       | ベミジー       | メイン会場。ベミジーの市街地から北東、タートル・リバー湖畔に立地する。 |
| 韓国語         | ベミジー       | メイン会場。ベミジーの市街地から北東、タートル・リバー湖畔に立地する。 |
| ノルウェー語   | ベミジー       | メイン会場。ベミジーの市街地から北東、タートル・リバー湖畔に立地する。 |
| ロシア語       | ベミジー       | メイン会場。ベミジーの市街地から北東、タートル・リバー湖畔に立地する。 |
| スペイン語     | ベミジー       | メイン会場。ベミジーの市街地から北東、タートル・リバー湖畔に立地する。 |
| スウェーデン語 | ベミジー       | メイン会場。ベミジーの市街地から北東、タートル・リバー湖畔に立地する。 |
| 中国語         | キャラウェイ   | 別名「森林湖」。デトロイトレイクスの北約11マイル（18km）、クロスカントリースキーリゾートであるメープルラグ・リゾートが、夏季の休業中に会場として貸している。               |
| 日本語         | デント         | 別名「森の池」。デトロイトレイクスの南、ベミジーからは約100マイル（161km）離れたパイン湖畔のレイクサイド・キャンプを会場としている。                                       |
| イタリア語     | ハッケンサック | ベミジーの南東、ブレイナードの北、ベイビー湖とマン湖に挟まれた地峡に立地するキャンプ・ホリデーを会場としている。                                                           |
| ポルトガル語   | ハッケンサック | ベミジーの南東、ブレイナードの北、ベイビー湖とマン湖に挟まれた地峡に立地するキャンプ・ホリデーを会場としている。                                                           |
| 英語           | ムーアヘッド   | カレッジタウン・プレップ（Collegetown Prep）と題して、他の「言語村」とは異なり、アメリカ合衆国外の青少年を対象に、コンコーディア大学のキャンパス内で英語教育を行っている。 |

## 学生生活

### 音楽

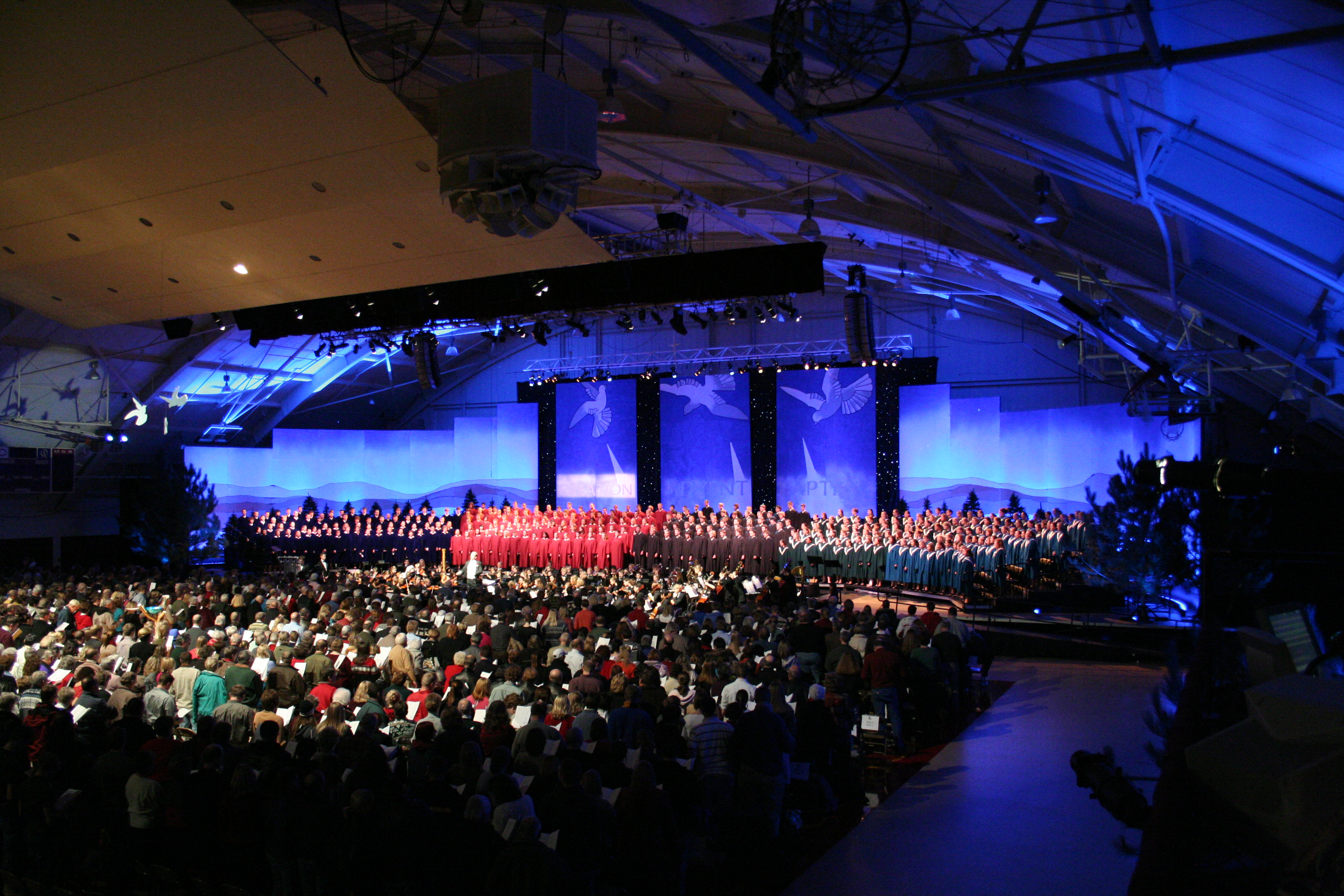
クリスマス公演

コンコーディア大学の創立直後、1人の教授がピアノとオルガンのレッスンを行っていた頃から、音楽は同学にとって重要な位置を占めてきた。今日では、同学の音楽科は音楽学士、および教養学士 (音楽)の学位を授与しているほか、教会音楽副専攻プログラムも提供している。同科が運営する音楽団体は合唱、バンド、オーケストラ、パーカッション/マリンバ、ハンドベルと多岐にわたり、19団体を数え、同学の音楽専攻の学生約200人（これだけでも全学生の約1/10を占める）に加えて、他専攻の学生600人以上が参加している。
中でも、70人以上の団員を抱える混声のコンコーディア合唱団は、1920年に創設された歴史ある合唱団で、学内やファーゴ・ムーアヘッド地域はもとより、カーネギー・ホールやケネディ・センターをはじめ全米各地、さらにはアメリカ合衆国外でも公演を行ってきている。同団は学内の声楽講師が創設したもので、1923年、ハーマン・モンソンが楽長を務めた頃にツアー公演を始めた。指揮者F・メリウス・クリスチャンセンの子ポール・J・クリスチャンセンが楽長に就任した後は、同団は全米にその名を轟かせるようになった。1986年にレネ・クローセンがその後任に就くまで、クリスチャンセンは49年間にわたって同団の楽長を務めた。
1927年から行っているクリスマス公演は、コンコーディア合唱団を含む4つの合唱団、およびオーケストラが参加する大規模なもので、ムーアヘッドのほかミネアポリスでも公演を行う。クリスマス公演はその当初から、合唱とオーケストラを融合した形で行われていた。1940年に芸術科の長に就任した画家サイラス・M・ランニングは、就任1年目から1973年に引退するまで、クリスマス公演の舞台背面を飾る壁画を描いてきた。このクリスマス公演は、2010年、そして2017年にも上中西部地域エミー賞を受賞している。

### スポーツ

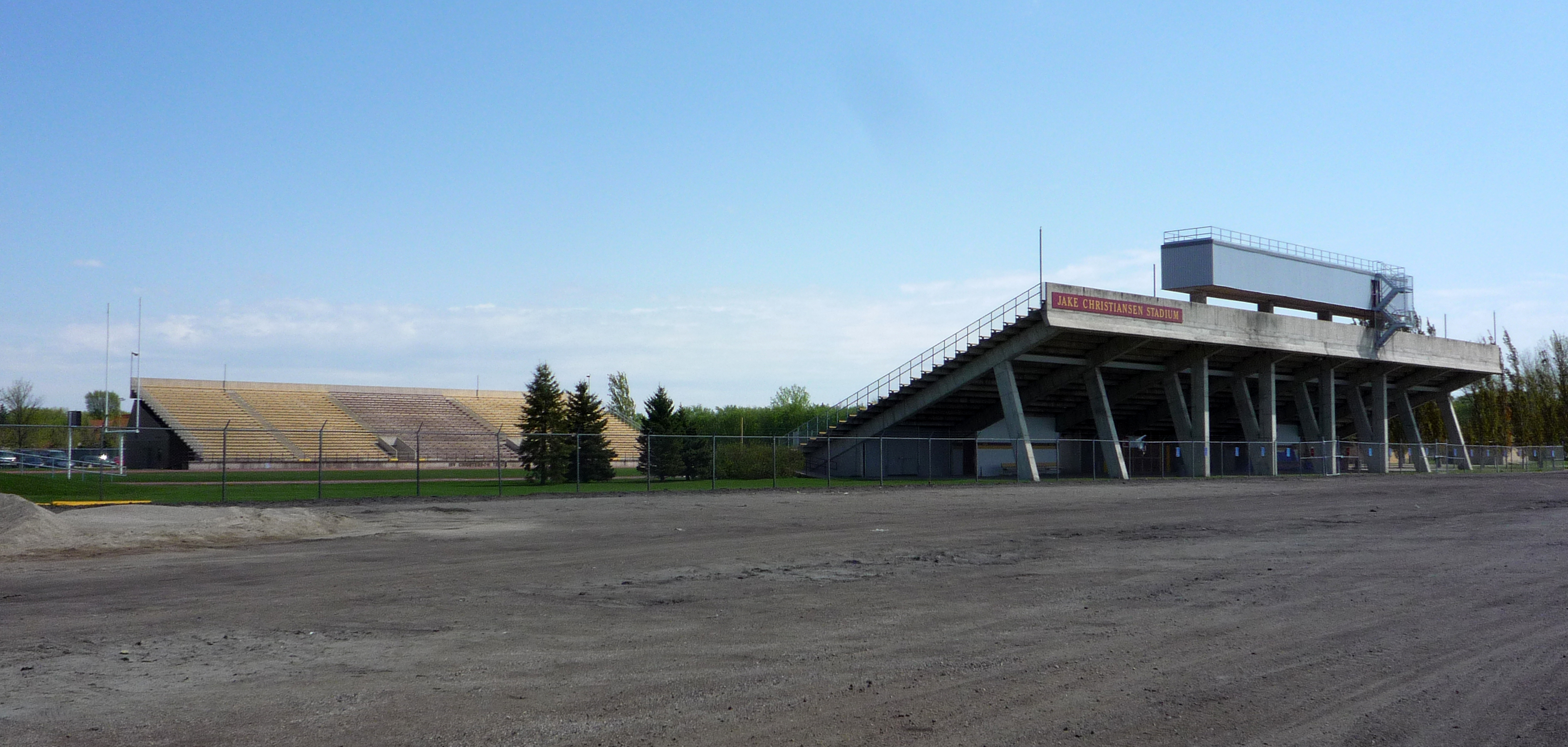
フットボールチームの本拠地となっているジェイク・クリスチャンセン・スタジアム

コンコーディア大学は男子10種目、女子10種目のスポーツチームを有し、全学生の約4割にあたる、800人以上の学生が参加している。同学はその全ての種目において、NCAAディビジョンIIIに属するミネソタ大学間体育カンファレンス（Minnesota Intercollegiate Athletic Conference、MIAC）に所属している。なお、同学のスポーツチームの愛称であるコバーズ（Cobbers）とは、英語で男性間での友人・仲間のことを意味する語であるが、女子のチームもコバーズという愛称を用いている。
1903年、コンコーディア大学最初のスポーツチームとなる野球のチームが創られた。1907年にオールド・メインが完成した際、その地下に造られた体育館を本拠地として、バスケットボールのチームが創設された。第一次世界大戦時下で全てのスポーツチームが一旦活動を休止したが、戦後、1919年に野球チームが復活したほか、同学の生物学教授アルフレッド・"ポップ"・サッターがフットボールチームを組織し、1921年にMIACに加入した。その後、テニス、ゴルフ、レスリング、ソフトボール、バレーボール、トラック、クロスカントリーといった競技のチームが矢継ぎ早に創られた。
1941年、前述のコンコーディア合唱団の指揮者・楽長ポール・J・クリスチャンセンの弟であるジェイク・クリスチャンセンが同学の体育部長に就任すると、同学のスポーツはさらに発展した。クリスチャンセンは28年の在任中、記念講堂やフットボールスタジアムを造り、またフットボールチームの監督として5度のカンファレンス優勝へと導いた。1953年には、クリスチャンセンはコンコーディア大学コーチングクリニックを創設し、名だたるコーチをムーアヘッドに惹きつけた。クリスチャンセンの教え子の1人、ジム・クリストファーソンは1969年に師の後を継いでフットボールチームの監督に就任し、師をしのぐ9度のカンファレンス優勝、2度のディビジョン優勝へとチームを導いた。ジェイク・クリスチャンセン、ジム・クリストファーソンの両名とも、カレッジフットボール殿堂入りしている。

## 註
1. ↑  MINNESOTA - Clay County. National Register of Historic Places. 2019年10月28日閲覧.
2. 1 2 3 4 5  Concordia College--Moorhead. U.S. News & World Report. 2019年. 2019年10月28日閲覧.
3. 1 2  At A Glance. Concordia College. 2019年10月28日閲覧.
4. 1 2  Concordia College. Higher Learning Commission. 2019年10月28日閲覧.
5. 1 2  Accreditation. Concordia College. 2019年10月28日閲覧.
6. 1 2  Graduate, Accelerated & Post Baccalaureate Programs. Concordia College. 2019年10月28日閲覧.
7. 1 2  BECOMING RESPONSIBLY ENGAGED IN THE WORLD - The Concordia College Core Curriculum. Concordia College. 2019年10月. 2019年11月1日閲覧.
8. 1 2  Language Villages. Concordia Language Village. 2019年11月7日閲覧.
9. 1 2 3  Our Locations. Concordia Language Village. 2019年11月4日閲覧.
10. 1 2  Concordia College Cobber Athletics: Home. Concordia College. 2019年11月1日閲覧.
11. 1 2  Music Ensembles. Concordia College. 2019年11月1日閲覧.
12. ↑  Englehardt, p.16.
13. ↑  Englehardt, p.22.
14. 1 2 3 4 5 6 7 8 9 10  Concordia Presidents. Concordia College Archives. Concordia College. 2019年11月2日閲覧.
15. ↑  Rolfsrud, pp.19-20.
16. ↑  Englehardt, p.25.
17. ↑  Englehardt, p.28.
18. ↑  Englehardt, p.32.
19. ↑  Rolfsrud, pp.42-43.
20. ↑  Englehardt, p.43.
21. ↑  Englehardt, p.52.
22. ↑  Englehardt, pp.60-61.
23. ↑  Englehardt, p.75.
24. ↑  Englehardt, p.104.
25. ↑  Englehardt, p.128.
26. ↑  Rolfsrud, pp.115-116.
27. ↑  Englehardt, p.300.
28. ↑  Campus Map (Downloadable PDF). Concordia College. 2019年11月4日閲覧.
29. ↑  Majors, Minors and Programs. Concordia College. 2019年11月4日閲覧.
30. ↑  Best Colleges 2020: National Liberal Arts Colleges Rankings. U.S. News & World Report. 2019年. 2019年11月4日閲覧.
2020年版（2019年発行）では132位であった。
31. ↑  Mission Statement. Concordia College. 2019年11月4日閲覧.
32. ↑  BREW. Concordia College. 2019年11月5日閲覧.
33. ↑  Study Away. Concordia College. 2019年11月5日閲覧.
34. ↑  Japan-USAC, Hiroshima. Concordia College. 2019年11月5日閲覧.
35. ↑  Japan USAC Nagasaki.  Concordia College. 2019年11月5日閲覧.
36. ↑  About TCU. Tri-College Uiversity. 2019年11月7日閲覧.
37. ↑  Our Teaching Methods. Concordia Language Village. 2019年11月7日閲覧.
38. ↑  Educator Programs. Concordia Language Village. 2019年10月21日閲覧.
39. ↑  Arabic Language Village. Concordia Language Village. 2019年11月7日閲覧.
40. ↑  Danish Language Village. Concordia Language Village. 2019年11月7日閲覧.
41. ↑  Finnish Language Village. Concordia Language Village. 2019年11月7日閲覧.
42. ↑  French Language Village. Concordia Language Village. 2019年11月7日閲覧.
43. ↑  German Language Village. Concordia Language Village. 2019年11月7日閲覧.
44. ↑  Korean Language Village. Concordia Language Village. 2019年11月7日閲覧.
45. ↑  Norwegian Language Village. Concordia Language Village. 2019年11月7日閲覧.
46. ↑  Russian Language Village. Concordia Language Village. 2019年11月7日閲覧.
47. ↑  Spanish Language Village. Concordia Language Village. 2019年11月7日閲覧.
48. ↑  Swedish Language Village. Concordia Language Village. 2019年11月7日閲覧.
49. ↑  Chinese Language Village. Concordia Language Village. 2019年11月7日閲覧.
50. ↑  Japanese Language Village. Concordia Language Village. 2019年11月7日閲覧.
51. ↑  Italian Language Village. Concordia Language Village. 2019年11月7日閲覧.
52. ↑  Portuguese Language Village. Concordia Language Village. 2019年11月7日閲覧.
53. ↑  English Language Village. Concordia Language Village. 2019年11月7日閲覧.
54. ↑  Music. Concordia College. 2019年11月7日閲覧.
55. ↑  Concordia Choir. Concordia College. 2019年11月10日閲覧.
56. ↑  Englehardt, p.86.
57. ↑  Englehardt, p.127.
58. ↑  Best College Choir Christmas Concerts. Online Bachelor Degrees. 2019年10月26日閲覧.
59. ↑  Christmas Convert. Concordia College. 2019年11月12日閲覧.
60. ↑  2010 Upper Midwest Emmy Recipients. Upper Midwest Chapter, The National Academy of Television Arts & Sciences. 2010年9月25日. 2019年11月10日閲覧.
61. ↑  2017 Upper Midwest Emmy Recipients! Upper Midwest Chapter, The National Academy of Television Arts & Sciences. 2017年10月7日. 2019年10月26日閲覧.
62. 1 2 3 4  Athletic History. Concordia College. 2019年11月14日閲覧.
63. ↑  Affiliations. Concordia College. 2019年11月14日閲覧.
64. ↑  MIAC Member Schools. Minnesota Intercollegiate Athletic Conference. 2019年11月14日閲覧.
65. ↑  Englehardt, p.47.
66. ↑  Englehardt, p.143.
67. ↑  Rolfsrud, p.210.
68. ↑  Englehardt, p.261.